# Guthirt (Meiringen)

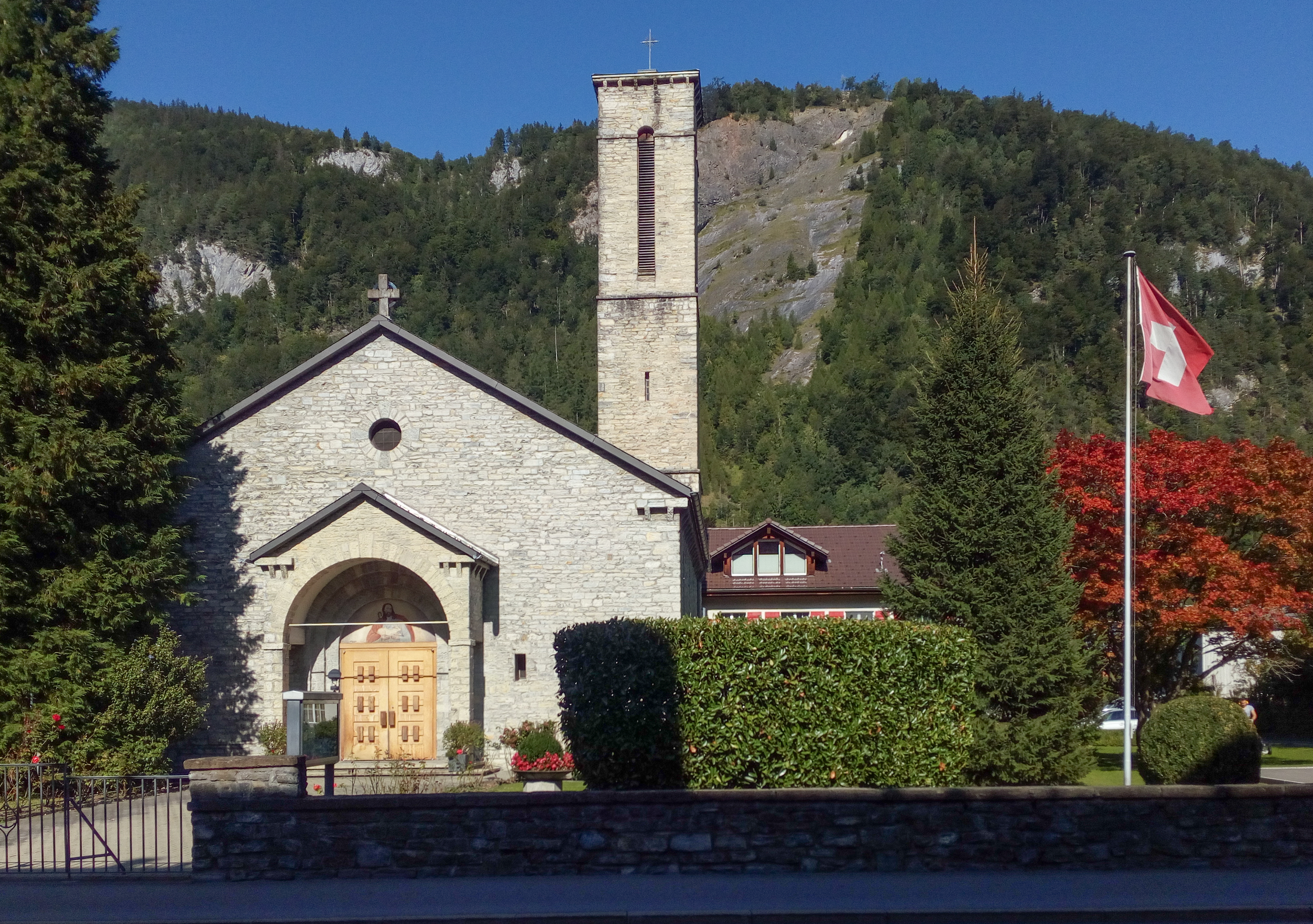
Die Guthirt-Kirche von Meiringen

Die Kirche  Guthirt  ist die römisch-katholische Pfarrkirche von Meiringen. Sie wurde 1931 im Ortszentrum an der Hauptstrasse 26 gebaut und ist im kantonalen Bauinventar als „schützenswertes K-Objekt“ eingestuft.

## Geschichte
Die Kirchgemeinde Interlaken umfasste bis 1938 auch das Oberhasli und die Gemeinde Brienz. Im Juli 1938 wurde das Gebiet von Oberried am Brienzersee mit Brienz bis zum Grimselpass abgetrennt und das Pfarrrektorat Brienz-Meiringen gegründet. Ab dann wirkte ein Pfarrherr in Meiringen.
Zuvor hielt ab 1923 Pfarrer Merke aus Interlaken Gottesdienste im Dachstock der Hotel-Dependance Bären in Brienz. Eine eigene Kirche in Meiringen konnte vorläufig noch nicht realisiert werden, weil der Bau einer Kirche in Wengen Vorrang hatte. Dank den zu günstigen Konzessionen bereitgestellten Mitteln der Inländischen Mission wurde 1929 nach den Plänen des Berner Architekten Karl Indermühle der Neubau in Meiringen begonnen. Die neugebaute Kirche wurde am 16. Juni 1931 unter dem Patronat des guten Hirten eingeweiht. Am 22. März 1974 wurde die Kirchgemeinde Oberhasli-Brienz auf Beschluss der Kirchgemeindeversammlung gegründet. Die Kirchgemeinde Oberhasli-Brienz umfasst die Einwohnergemeinden Brienz (BE), Brienzwiler, Gadmen, Guttannen, Hasliberg, Hofstetten bei Brienz, Innertkirchen, Meiringen und Oberried am Brienzersee. Die Kirchen der Gemeinde sind die Guthirt-Kirche Meiringen, die 1941 gebaute Marienkapelle in Brienz, die 1977 eingeweihte Christophoruskapelle in Hasliberg-Hohfluh und die vermutlich 1928 entstandene Kapelle beim Grimselhospiz.

## Baubeschreibung

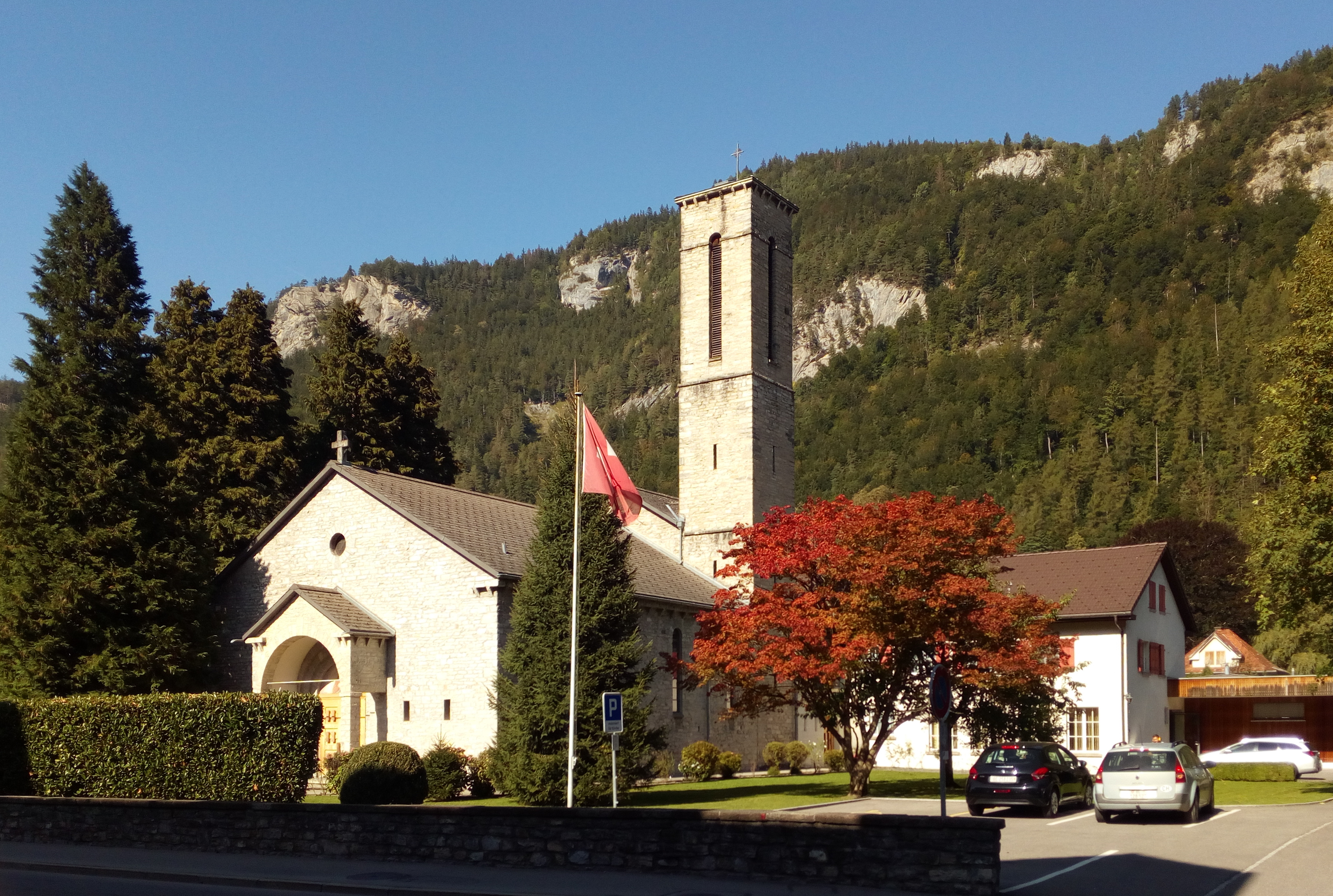
Guthirt Meiringen Diagonale

Die 1931 erbaute Kirche in neuromanisch-lombardischem Stil ist ein Sichtsteinbau mit angebautem Glockenturm. Ein Portalvorbau mit Rundbogen und Satteldach wird von zwei gemauerten Säulen getragen. Das Tympanon-Fresko mit Christus dem guten Hirten wurde 1931 von W. Purtscher gemalt. Das Satteldach des Schiffs ist mit wenig Dachüberstand am Ortgang beim strassenseitigen Giebel und an der seitlichen Dachtraufe mit grösserem Überstand ausgeführt. Das Konsolenfries unter der Dachtraufe und die Gurtgesimse am Turm sind als neuromanische Ornamente ohne Funktion anzusehen. Am weniger breiten, überhöhten Chorhaus schliesst rechtsseitig der Turm und gegenüber der niedrigere Sakristei-Anbau an.
Das nördlich angebaute Pfarrhaus wurde 2007 mit einem Anbau zu einem Pfarreizentrum erweitert.

### Innenraum und künstlerische Ausstattung
Jeweils vier hohe Rundbogen-Nischen an beiden Seiten, durch Trennwände mit Stichbogen-Durchlässen getrennt, wirken wie Seitenschiffe. Die schmalen, hohe Fenster wurden mit Ornamentglas von der Glasmalerei Eduard Boss (1882–1942), aus Bern gestaltet. Der hohe Chorraum, mit dem eingezogene Chorbogen, erhält indirektes Tageslicht von hoch angesetzten Seitenfenstern. Seitlich führen Türen zur Sakristei oder ins Turmuntergeschoss. Die ursprüngliche Ausstattung wurde 1974 beim Umbau durch den einheimischen Architekten Ernst E. Anderegg verändert. Anders als üblich steht der Altar seitlich versetzt und lässt die Sicht auf den Tabernakel und das Holzkreuz an der Rückwand frei. Der Ambo an der linken Seite rundet die asymmetrische Aufteilung der sakralen Ausstattung ab.
Die Empore zwischen den hinteren Nischenbögen wird von einer hölzernen Brüstung mit Kassettenfüllungen begrenzt.
An der linken Seite der Chorwand steht in einem Blendbogen eine holzgeschnitzte Madonna mit Kind und gegenüber als Pendant eine Statue von Josef dem Nähr- und Pflegevater mit dem Jesusknaben.